# Malden (Misuri)
Malden es una ciudad ubicada en el condado de Dunklin en el estado estadounidense de Misuri. En el Censo de 2010 tenía una población de 4275 habitantes y una densidad poblacional de 219,29 personas por km².

## Geografía
Malden se encuentra ubicada en las coordenadas 36°35′27″N 89°58′43″O / 36.59083, -89.97861. Según la Oficina del Censo de los Estados Unidos, Malden tiene una superficie total de 19.49 km², de la cual 19.49 km² corresponden a tierra firme y (0%) 0 km² es agua.

## Demografía
Según el censo de 2010, había 4275 personas residiendo en Malden. La densidad de población era de 219,29 hab./km². De los 4275 habitantes, Malden estaba compuesto por el 71.35% blancos, el 25.12% eran afroamericanos, el 0.28% eran amerindios, el 0.35% eran asiáticos, el 0% eran isleños del Pacífico, el 0.94% eran de otras razas y el 1.96% pertenecían a dos o más razas. Del total de la población el 1.92% eran hispanos o latinos de cualquier raza.